# Piazza del Mercato e la Grote Kerk a Haarlem
Piazza del Mercato e la Grote Kerk a Haarlem è un dipinto di Gerrit Adriaenszoon Berckheyde. Eseguito nel 1674, è conservato nella National Gallery di Londra.

## Descrizione
Questa veduta del centro cittadino di Haarlem abbraccia la piazza del mercato, la Grote Kerk, il mercato delle carni a sinistra e, in primo piano sulla destra, il loggiato del Municipio, successivamente smantellato.